# Editor gráfico
Editor gráfico, editor de foto ou editor de imagens é um programa de computador que tem como objetivo facilitar a alteração e criação de imagens digitais. Permite aplicar efeitos, fazer ajustes e correção nas imagens. Existem três tipos de editores para cada necessidade. São eles:
- Raster — programas que geram pinturas digitais, ilustrações, editam ou retocam fotografias. Dentre os mais populares estão: GIMP, Adobe Photoshop, Corel PhotoPaint, PhotoScape, Pixia, paint.net, ArtRage;
- Vetoriais — programas que criam ilustrações por meio de cálculos matemáticos (vetores) e que podem ser livremente modificados, tendo como base objetos e curvas, a estes podem ser aplicadas cores de contorno e preenchimento de acordo com o programa. Dentre os mais populares estão: Inkscape, Corel Draw, Adobe Illustrator, Sodipodi, Affinity Designer;
- Tridimensionais — programas que manipulam imagens em três dimensões como sólidos simples (cubos, esferas, cilindros, prismas, pirâmides, etc.) são usados em diversas áreas técnicas, bem como na criação de comerciais e efeitos especiais em filmes. Dentre os mais populares estão: SketchUp, 3ds Max, Blender, Cinema 4D, Maya, Autodesk Softimage.

Estes programas também possuem geralmente um vasto leque de filtros para exportação de arquivos. Alguns deles são BMP, JPG, GIF, TIFF, TGA, XPM, SVG, PostScript.

## História
SuperPaint foi um dos primeiros aplicativos de software gráfico, conceituado pela primeira vez em 1972 e alcançando sua primeira imagem estável em 1973.
Fauve Matisse (mais tarde Macromedia xRes) foi um programa pioneiro do início da década de 1990, notavelmente introduzindo camadas no software do cliente.
Atualmente o Adobe Photoshop é um dos programas gráficos mais utilizados e mais conhecidos nas Américas, tendo criado mais soluções de hardware personalizadas no início da década de 1990, mas foi inicialmente alvo de vários litígios. O GIMP é uma alternativa popular de código aberto ao Adobe Photoshop.